# Demavend
Demavend, eller Damavand (persiska: دَماوَند), är en vilande stratovulkan och högsta berget i Iran, även hela Västasiens högsta berg, med en särskild plats i persisk mytologi och folklore. Vulkanen ligger i bergskedjan Elburz och är det högsta berget i hela Mellanöstern och den högsta vulkanen i hela Asien. Demavend ligger nära den södra kusten av Kaspiska havet, i delprovinsen Amol i Mazandaran, 66 kilometer nordöst om Teheran.
Sven Hedin beskriver i sin bok: "Mitt liv som upptäcktsresande", hur han bestiger Demavend med ett par medhjälpare.
Även om den inte är vulkaniskt aktiv finns det fumaroler nära kratern på toppen som släpper ut svavel vilket varit känt sedan den 6 juli 2007..

## Världsarvsstatus
Den 5 februari 2008 sattes Demavend upp på Irans tentativa världsarvslista.

Några bilder på Demavend
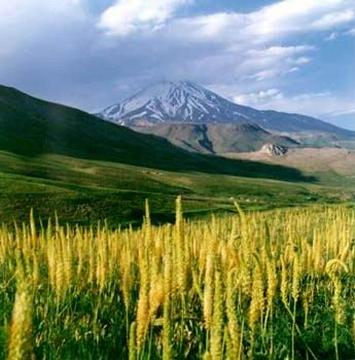
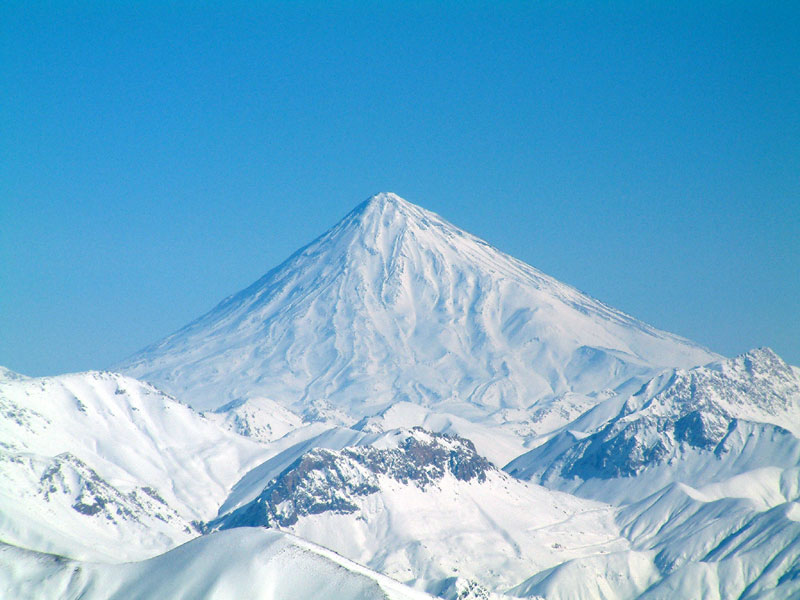
Vinter
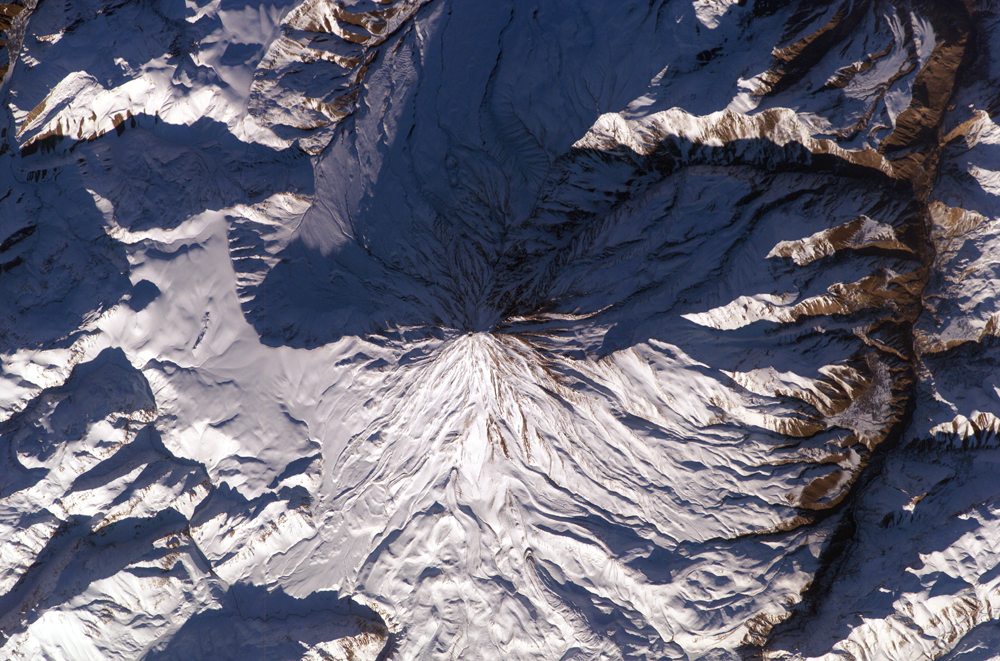
Från rymden
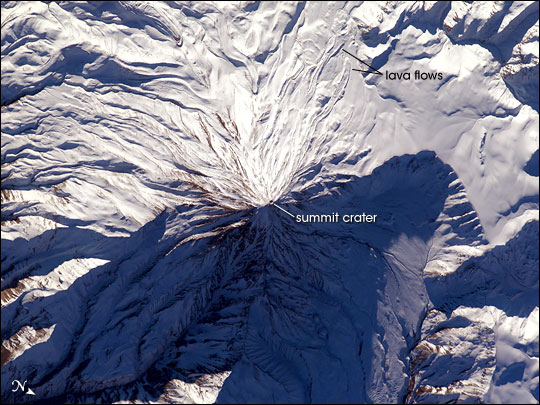
Från rymden, med kratern markerad
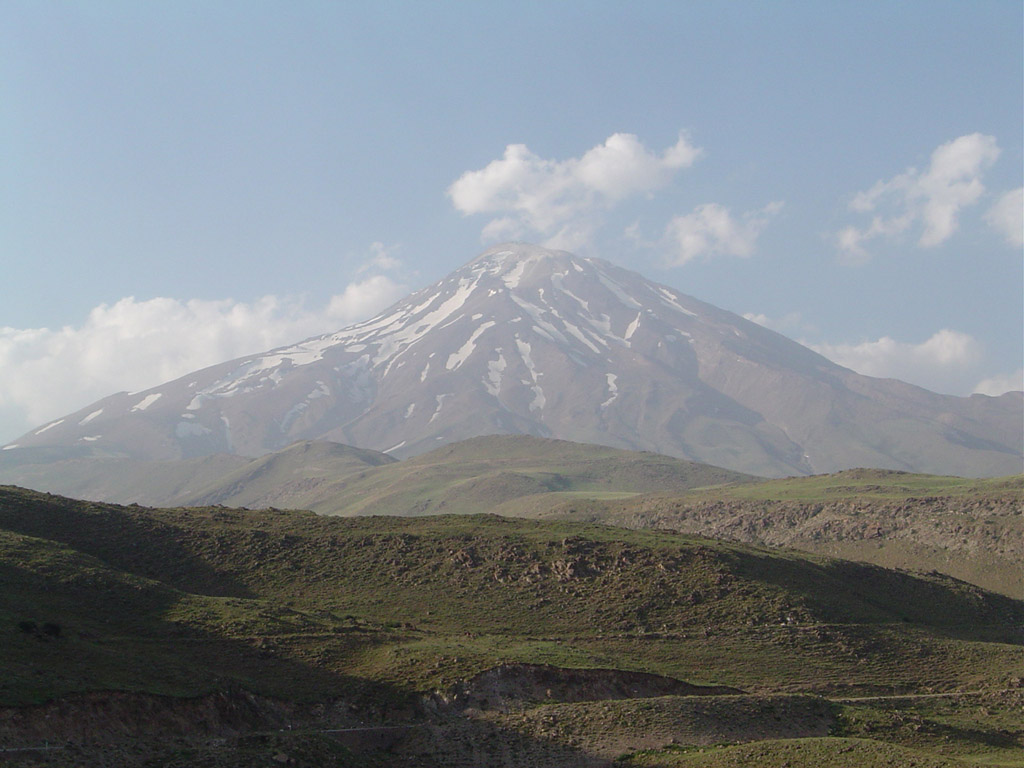
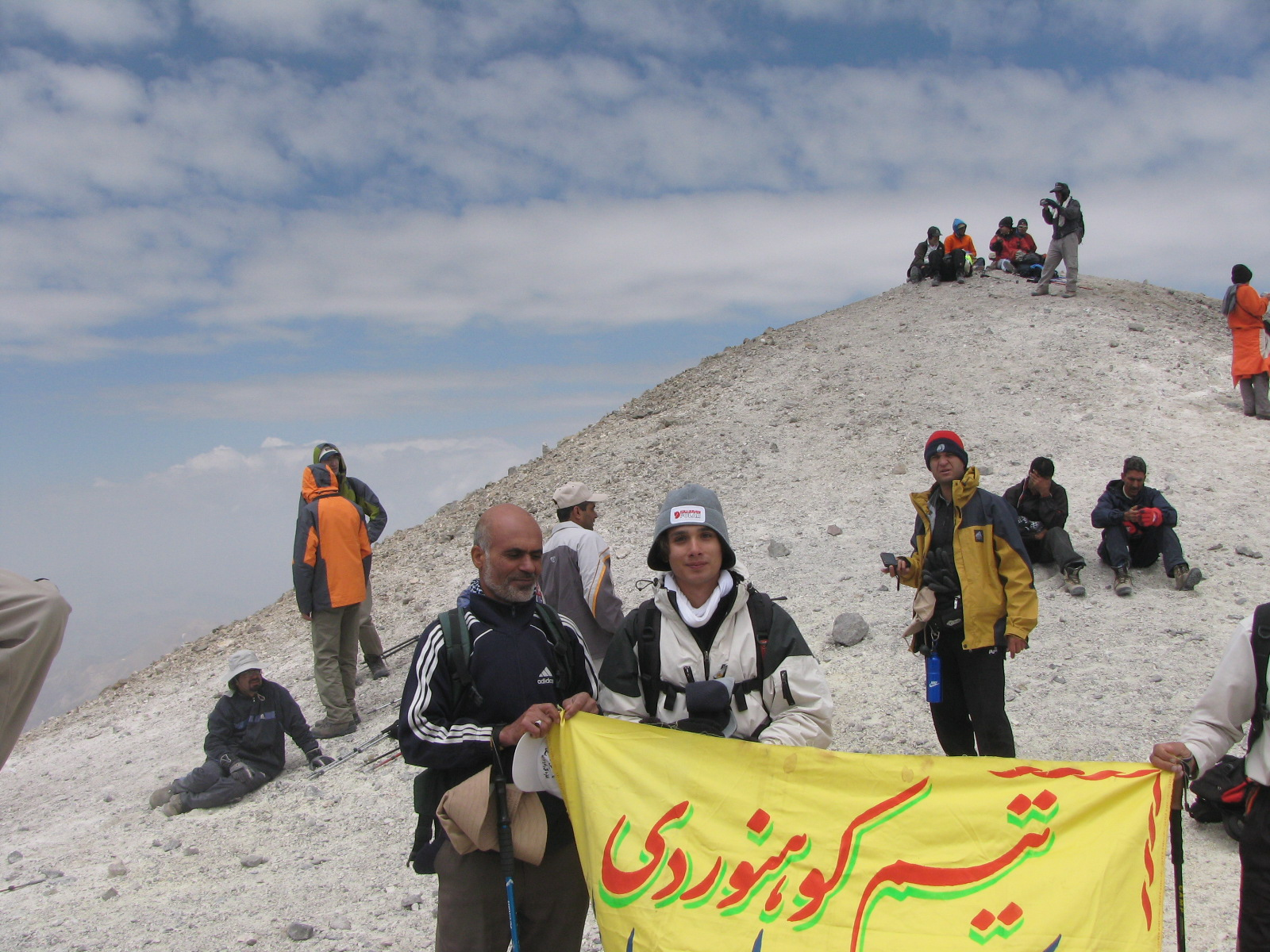
Demavends topp